# Süßenbach (Gemeinde Raabs)
Süßenbach (auch Süssenbach) ist eine Ortschaft und als Süssenbach eine Katastralgemeinde der Stadtgemeinde Raabs an der Thaya im Bezirk Waidhofen an der Thaya im niederösterreichischen Waldviertel mit 43 Einwohnern (Stand 1. Jänner 2024).

## Geografie
Der von der Landesstraße L52 erschlossene Ort befindet sich nördlich von Raabs am Abfall zur Mährischen Thaya. Zur Ortschaft zählt auch die an der Thaya gelegene Hadermühle. Am 1. April 2020 umfasste die Ortschaft 24 Adressen.

## Geschichte
Der Ort wurde an einer Quelle gegründet, worauf der Name verweist, und wurde erstmals 1372 urkundlich erwähnt, die Gründung dürfte aber weit früher erfolgt sein. Zu Süssenbach gehörte früher auch das nach 1500 aufgegebene Dorf Heinrichschlag, das etwa 800 Meter nördlich von Süssenbach an der heutigen Linkskurve der L52 lag. In diesem Dorf befand sich früher ein Gutshof, der möglicherweise auch Edelsitz war.
Im Dreißigjährigen Krieg übernahm Wolf Helmhardt von Hohberg von seinem Bruder die Herrschaft über Süßenbach. Er verfasste die Georgica curiosa, ein Lehrbuch über alle Aspekte der Haus- und Landwirtschaft. Im Jahr 1822 wurde der Ort als Dorf mit 21 Häusern genannt, das nach Großau eingepfarrt war, wohin auch die Kinder eingeschult wurden. Die Herrschaft Großau besaß die Ortsobrigkeit, besorgte die Konskription und hatte die Grundherrschaft inne. Die Landgerichtsbarkeit wurde von der Herrschaft Drosendorf ausgeübt. Laut Adressbuch von Österreich waren im Jahr 1938 in Süßenbach ein Schmied und mehrere Landwirte ansässig. Der Ort zählte zur Gemeinde Großau und diese trat im Rahmen der Niederösterreichischen Kommunalstrukturverbesserung per 1. Jänner 1971 der Stadtgemeinde Raabs an der Thaya bei.

## Persönlichkeiten
- Wolf Helmhardt von Hohberg (1612–1688), Adeliger und Schriftsteller, übernahm 1641 die Herrschaft
- Otto Stoitzner (1889–1963), Maler, erwarb 1932 die Hadermühle